# 중국동방항공 5735편 추락 사고

5725편의 항로

중국동방항공 5735편 추락 사고는 2022년 3월 21일에 발생한 중국동방항공 소속 보잉 737 여객기의 추락사고로, 추락 당시 승객 123명, 승무원 9명이 타고 있었다.

## 추락
순항중에 알 수 없는 이유로 기수가 약 90°로 기울어지며 급속도로 야산에 추락하였다.

## 추락 이후
구조대가 파견되었으며, 항공기에서 발생한 화재가 산불로 번졌다.

## 추락 원인
블랙박스로 조사한 결과 부기장이 고의로 추락을
한 것으로 밝혀졌다

## 같이 보기
- 중국동방항공